# 中华人民共和国伊斯兰教女性服饰
中国虽非伊斯兰国家，但西部地区是十个穆斯林民族传统聚居地。1980年代以后，随着伊斯兰教宗教势力在中国的复兴，穆斯林对于伊斯兰教女装的要求日渐保守、封闭，要求女性穿着保守成为社会准则。穿着此类服饰，在中华人民共和国近年逐渐成为一个有争议性的话题。同时，恐怖主义袭击事件在中国频发，尤其是新疆维吾尔自治区。2017年4月1日起，蒙面罩袍在新疆被禁止。露出面部的里切克和仅露出眼睛的吉里巴甫类的伊斯兰女装會被视为伊斯兰极端主义、伊斯兰教恐怖主义的具体表现。

## 传统服饰

### 回族

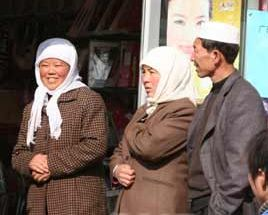
左侧两位为带头巾的回族妇女

回族是中国信仰伊斯兰教的民族之一，主要分布在中国华北和西北地区，在中国全国范围内呈大分散、小聚居的分布，其女性服饰随地域、教派的差异而不同。生活在回族聚居区尤其是西北地区的回族妇女多头戴盖头。回族盖头又称“首帕”，古兰经中称“黑玛尔”（‎，khimār），是回族妇女服饰的标志。穿戴时从头套下，会头发、耳朵、脖子等部位盖住，仅露出面孔。盖头前部遮住前额顺两鬓而下到颌下暗扣或打结。盖头面料多为轻薄的丝绸等织物，颜色多随年龄变化，白色多为老年妇女专用，且老年人的盖头后部一般更长一些。在经济发达的东南沿海及部分城市，回族女性的日常着装已经与汉族无异，仅部分信徒会在礼拜上穿戴盖头。

## 蒙面、吉里巴甫服（波卡）和里切克
吉里巴甫服（Burqa）比里切克（希賈布蓋頭的一種）更为保守，通常为黑色。

## 媒体管制
虽然一般认为中国共产党领导下的中华人民共和国政府牢牢掌控中国的主流媒体，但中国官方对保守的伊斯兰服饰可能呈现相反的状态。
2015年，在录制电视节目《花儿与少年》时，女演员宁静虽非穆斯林，由於攝製節目的地方在土耳其，而且在清真寺內，為了給予尊重，攝製節目時穿著以示尊重的頭巾（希賈布），卻被說成是全身罩蓋的「吉里巴甫服」。湖南卫视在播出节目时，对涉及宁静的电视画面采取消音，直至完全删除。当年5月，中文网络报道中，描述宁静的穿着为“当地土耳其原住民的打扮，把自己包裹的严严实实”。报道中展示的宁静上身照片，显示服装为全黑，仅头巾部分点缀杂色，同时，宁静仅露出面部，头发、颈部及以下被完全遮盖，与「吉里巴甫服」类似。
同年，由中国共产党临夏州委宣传部、临夏州民族事务委员会等单位联合为临夏回族自治州建州60周年拍摄的献礼电影《情定河州》中，女演员身穿里切克。2016年4月北京国际电影节中，剧中女演员阎青妤、霍秋慧穿着里切克为电影宣传。虽然阎青妤与宁静同样非穆斯林，但官方并未阻止她的这种行为。2017年3月，甘肃省全国人大代表白忠华佩戴希贾布出席全国人大全体会议，也未被阻止。